# Chenopodium wilsonii
Chenopodium wilsonii är en amarantväxtart som beskrevs av S. Fuentes, Borsch och Uotila. Chenopodium wilsonii ingår i släktet ogräsmållor, och familjen amarantväxter. Inga underarter finns listade i Catalogue of Life.